# Beleg van Poitiers
Het Beleg van Poitiers (955) werd door Hugo de Grote tegen Willem III van Poitiers gevoerd.

## Inleiding
De dood van de koning Lodewijk IV van Frankrijk bood Hugo de Grote een nieuwe kans om de troon te bemachtigen.
Maar ook al was zijn individuele macht toegenomen tijdens het bewind van Lodewijk IV, toch was ook die van verscheidene grote vazallen intussen toegenomen. Hugo vreesde terecht voor hun jaloezie.
Koning Otto I van het Heilige Roomse Rijk, de broer van Gerberga van Saksen, de vrouw van de overleden koning van Frankrijk, Lodewijk IV, was bereid om de rechten van zijn minderjarige neef te verdedigen. Hugo de Grote beloofde dat de zoon van de koning van Frankrijk het koninkrijk Frankrijk in bezit zou krijgen.
Lotharius werd zoals beloofd in de kerk van Saint-Remi van Reims door de aartsbisschop Artald, met de hulp van Hugo, aartsbisschop Bruno de Grote en andere bisschoppen en rijksgroten van Frankrijk, Bourgondië en Aquitanië, tot koning van Frankrijk gekroond.
De nieuwe koning vestigde zijn residentie in Laon en schonk als teken van dank aan Hugo de hertogdommen Aquitanië en Bourgondië.

## Het beleg
Halverwege het jaar 955 wenste Hugo om Willem III van Poitiers, de erfgenaam van de vorige hertog van Aquitanië, te dwingen zijn suprematie te erkennen en waarschijnlijk ook aan hem een deel van zijn domeinen af te staan.
Hij bracht Lotharius met zich mee naar Aquitanië om zijn handelingen door de aanwezigheid van de koning te legitimeren en begon vervolgens met het beleg van Poitiers. 
Na twee maanden van hevige aanvallen en hardnekkige weerstand, slaagden de belagers erin de versterkte voorstad van Sainte-Radegonde in te nemen, die werd geplunderd en aan de vlammen overgeleverd; maar de stad zelf bleef gespaard. 
De aan de patroonheilige van Poitiers gewijde kerk deelde in het lot van de voorstad, die haar omringde. 
Een storm brak daarop los en de bliksem sloeg in op de tent van Hugo en verwoestte deze; deze donderslag werd als een teken van Gods toorn beschouwd en zorgde in het leger voor zo'n angst dat men zei dat Hugo de Grote besloot het beleg op te heffen. 
Frodoard beweert echter dat deze beslissing werd genomen als gevolg van een gebrek aan voedsel in plaats van uit paniek onder de gelederen. 
De hertog Willem, die samen met een klein leger rond deze plaats zwierf, wachtte op een gunstige gelegenheid om Poitiers te bevrijden. Hij meende dat de tijd gekomen was om Hugo te doen boeten voor zijn belegeringspoging en begon met de achtervolging van het Frankische leger, maar dit draaide zich op tijd om en ving de Aquitaanse aanval op.
Deze laatsten, verrast door deze onverwachte weerstand, leden een bloedige nederlaag en sloegen op de vlucht. 
Willem kon slechts met een klein aantal van zijn mannen de strijd ontvluchten.